# Phoebe Campbell
Phoebe Campbell es profesional de cine, televisión y teatro de origen inglés, se le conoce por interpretar a Rhaena Targaryen en la serie de fantasía de HBO La casa del dragón. El trabajo anterior de Campbell incluye un papel en el programa de televisión británico Midsomer Murders y el papel de Cecily Cardew en una producción de 2022 de The Importance of Being Earnest.

## Primeros años
Phoebe Campbell nació en Inglaterra. En 2022, Campbell se graduó de la Real Academia de Arte Dramático (RADA) con una Licenciatura en Actuación. Durante su estancia en RADA, Campbell participó en varias producciones teatrales dirigidas por la universidad, incluidas Hamlet, Antigone y la ópera Nuestro hombre en La Habana.

## Carrera
Hizo su debut actoral en 2016, interpretando varios papeles, incluido Petra en el programa de televisión de la BBC Home From Home y Tara en la serie de ITV Midsomer Murders. En 2017, interpretó el papel de Jenny en el premiado cortometraje Heart's Ease, que fue producido por Jassa Ahluwalia.
Campbell fue elegide para el papel televisivo de Rhaena Targaryen en la galardonada serie de fantasía de HBO de 2022 House of the Dragon, una precuela de Juego de Tronos y adaptación del libro complementario de George RR Martin, Fuego y sangre. Campbell recibió una nominación junto al resto del elenco a la categoría de Mejor Reparto en Serie Dramática en los premios Pena de Prata 2022. Regresó para el papel en la segunda temporada.
Campbell hizo su debut teatral en 2022, en una producción completamente negra del English Touring Theatre de La importancia de llamarse Ernesto como Cecily Cardew, junto a la actriz Adele James. Su actuación fue elogiada, calificada de "efervescentemente vivaz" y provocando una "gran risa" por el Evening Standard, y calificada de "impecable" por Theatre Weekly. Campbell ganó el premio a Mejore Artista No Binarie en una Obra en los Black British Theatre Awards 2023 por su interpretación de Cecily.

## Vida personal
Campbell es una persona no binaria, y usa los pronombres they/them, equivalentes al pronombre «elle» en español.

## Filmografía
| † | Denota obras que aún no se han estrenado |

| Año  | Título                | Role             | Notas                                  |
| ---- | --------------------- | ---------------- | -------------------------------------- |
| 2016 | The Last Dragonslayer | Chica en Stuffco | Adaptación del libro del mismo nombre. |
| 2018 | Heart's Ease          | Jenny            | Cortometraje                           |
| 2023 | Twofold †             | Allie            | Cortometraje                           |

| Año           | Título             | Role             | Notas                        |
| ------------- | ------------------ | ---------------- | ---------------------------- |
| 2016          | Home from Home     | Petra            | Episodio: "Piloto"           |
| 2017          | Midsomer Murders   | Tara Lockson     | Episodio: "Crimen y castigo" |
| 2022-presente | La casa del dragón | Rhaena Targaryen | 8 episodios                  |

## Teatro
| Año       | Título                             | Role          | Notas                    |
| --------- | ---------------------------------- | ------------- | ------------------------ |
| 2022      | La importancia de llamarse Ernesto | Cecily Cardew | Teatro itinerante inglés |
| 2023-2024 | Hamnet                             | Susanna       | Teatro Garrick           |
| 2024      | Alma Mater                         |               | Teatro Almeida           |